# Holorusia simplicitarsis
Holorusia simplicitarsis är en tvåvingeart som först beskrevs av Alexander 1963.  Holorusia simplicitarsis ingår i släktet Holorusia och familjen storharkrankar. Inga underarter finns listade i Catalogue of Life.